# Zegris
Genre
Le genre Zegris regroupe des lépidoptères (papillons) de la famille des Pieridae et de la sous-famille des Pierinae.

## Dénomination
Zegris a été nommé par Jean-Baptiste Alphonse Dechauffour de Boisduval en 1836.

## Liste des espèces
- Zegris eupheme (Esper, 1805) — Piéride du raifort ou Aurore d'Esper.
  - Zegris eupheme eupheme
  - Zegris eupheme larseni (Pittaway, 1986)
  - Zegris eupheme maroccana (Bernardi, 1950) en Espagne et au Maroc.
- Zegris fausti (Christoph, 1877) en Iran, Irak, Afghanistan et Pakistan.
  - Zegris fausti lucullus (Wyatt, 1961) en Afghanistan.
- Zegris pyrothoe (Eversmann, 1832) en deux zones, sud-ouest de la Sibérie et ouest de la Chine.

### Source
- (en) funet